# Episodi de La caccia (terza stagione)
La terza stagione della serie televisiva spagnola La caccia (La caza), intitolata La caccia - Guadiana (La caza. Guadiana), composta da 8 episodi, è stata trasmessa in prima visione in Spagna dal 16 marzo al 20 aprile 2023 su La 1.
In Italia la stagione è inedita.
| nº | Titolo originale        | Prima TV Spagna | Ascolti Spagna | Ascolti Spagna | nº | Titolo italiano | Prima TV Italia |
| nº | Titolo originale        | Prima TV Spagna | Telespettatori | Share          | nº | Titolo italiano | Prima TV Italia |
| -- | ----------------------- | --------------- | -------------- | -------------- | -- | --------------- | --------------- |
| 1  | Poema para los muertos  | 16 marzo 2023   | 910 000        | 6,2%           |    |                 |                 |
| 2  | Río                     | 23 marzo 2023   | 1 023 000      | 7,3%           |    |                 |                 |
| 3  | Virgen de la Frontera   | 30 marzo 2023   | 1 107 000      | 7,8%           |    |                 |                 |
| 4  | Marvin                  | 30 marzo 2023   | 1 015 000      | 9,4%           |    |                 |                 |
| 5  | Al otro lado del río    | 6 aprile 2023   | 835 000        | 7,5%           |    |                 |                 |
| 6  | Chanza                  | 6 aprile 2023   | 717 000        | 7,5%           |    |                 |                 |
| 7  | La estela               | 13 aprile 2023  | 973 000        | 7,0%           |    |                 |                 |
| 8  | La ruta del contrabando | 20 aprile 2023  | 1 074 000      | 8,0%           |    |                 |                 |